# Seznam šlechtických paláců v Praze
Toto je seznam vybraných šlechtických paláců v Praze.

## Hradčany

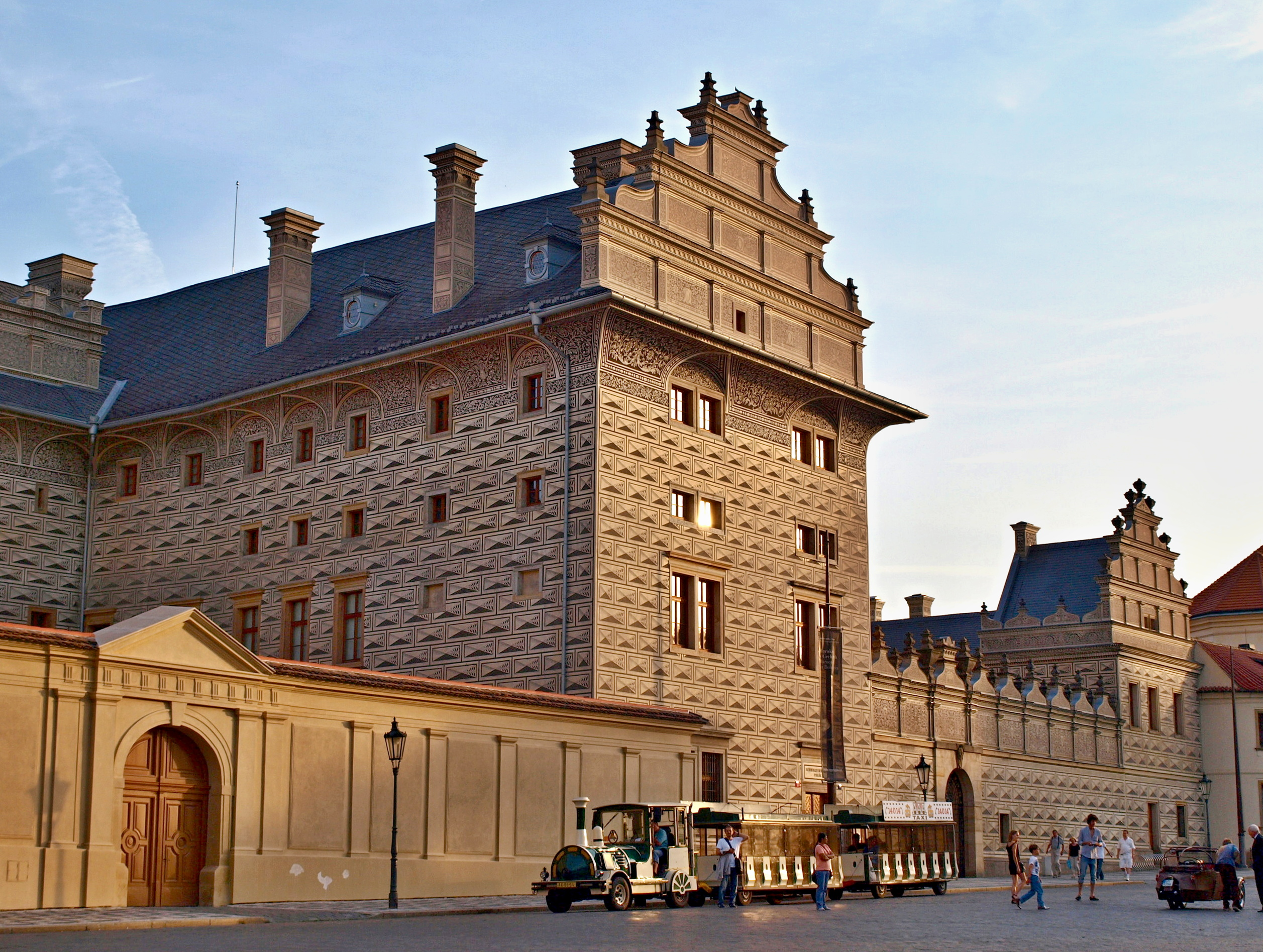
Schwarzenberský palác

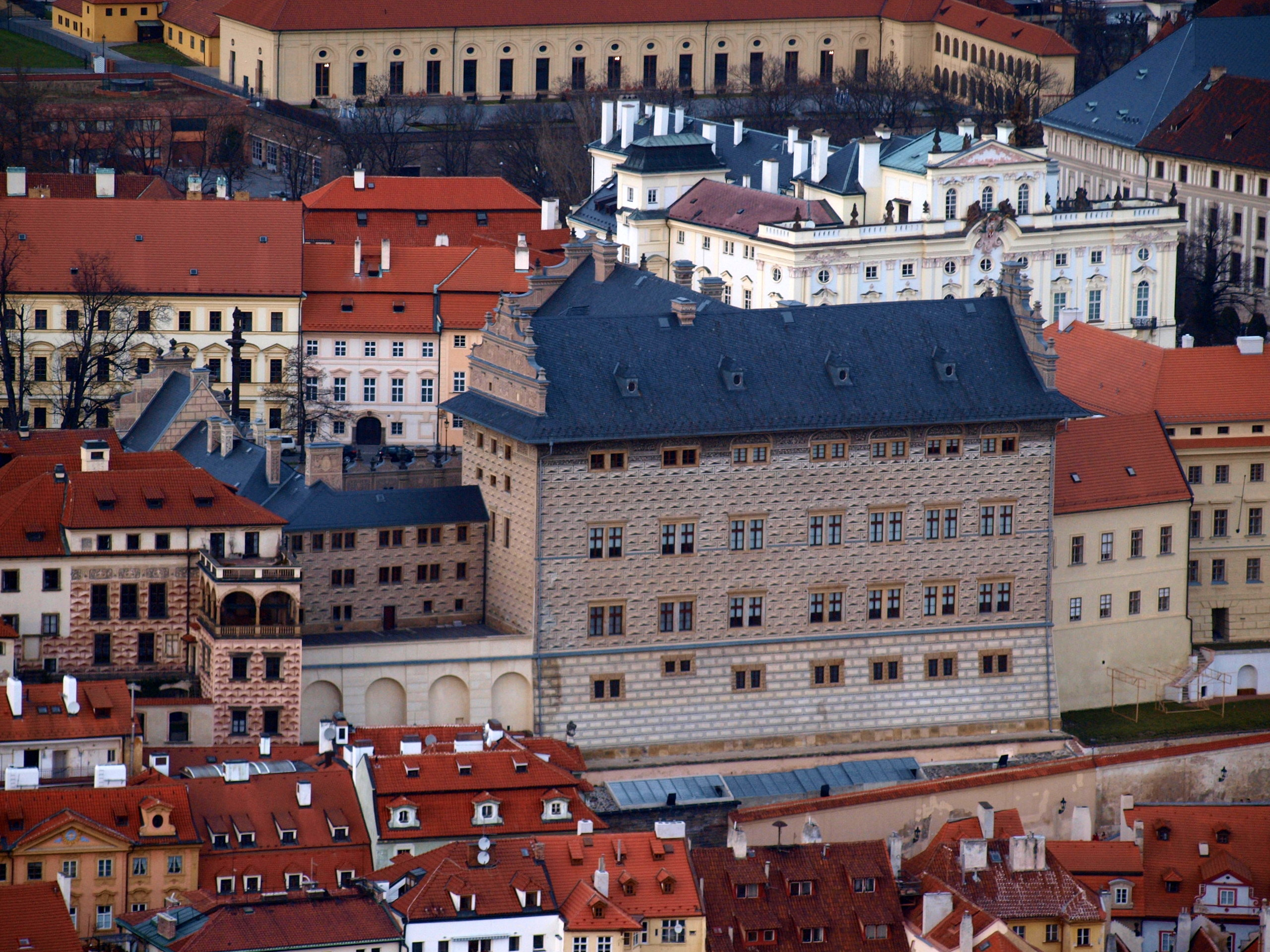
Schwarzenberský palác (s grafity), v pozadí za ním Arcibiskupský palác

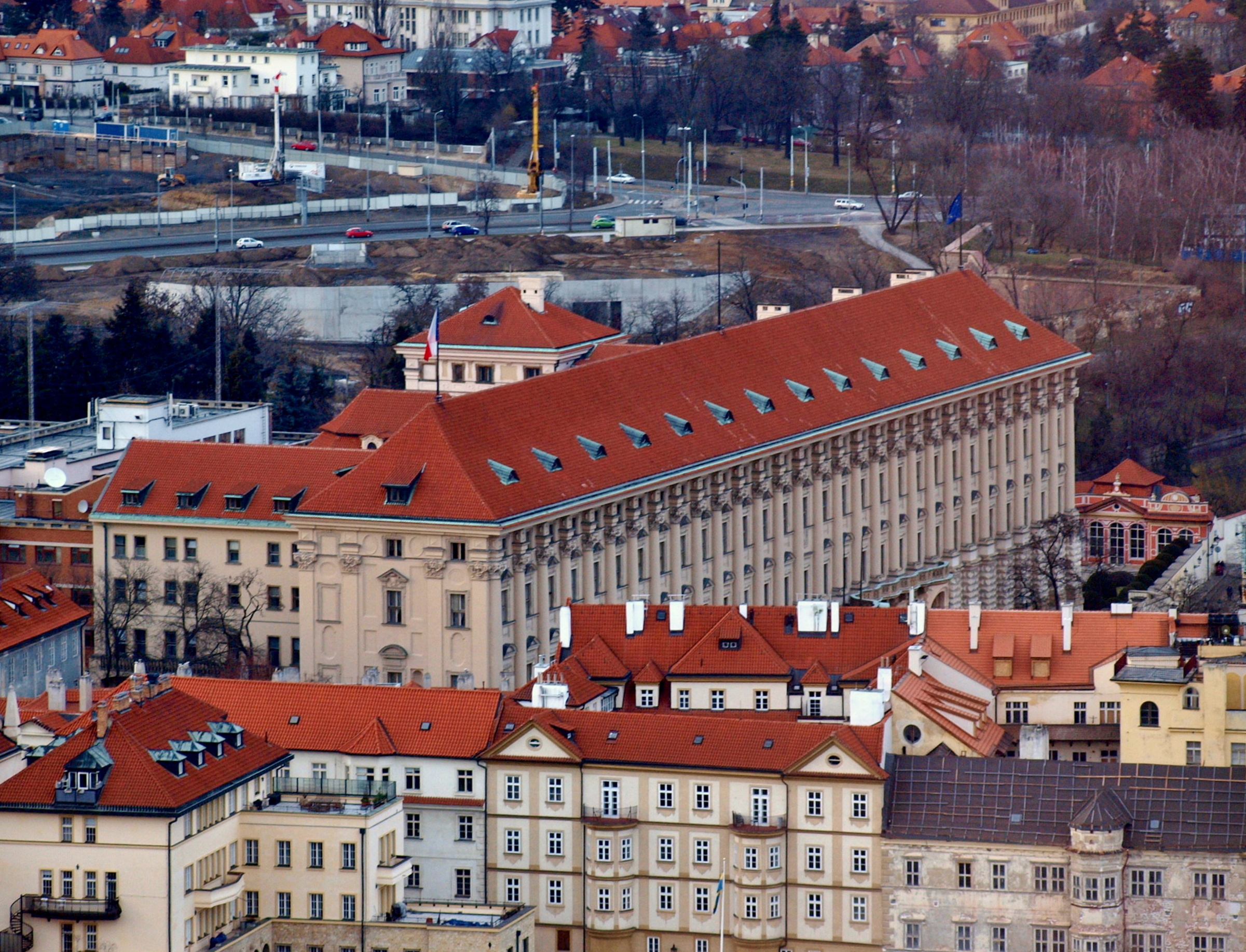
Černínský palác, sídlo Ministerstva zahraničí

- Arcibiskupský palác (Hradčanské náměstí 16, Hradčany, Praha 1)
- Černínský palác (Loretánské náměstí 5, Hradčany, Praha 1)
- Dietrichsteinský palác (Loretánská 7, Hradčany, Praha 1)
- Hrzánský palác (Loretánská 9, Hradčany, Praha 1)
- Kučerův palác (Pohořelec 22, Hradčany, Praha 1)
- Letohrádek královny Anny (Královská zahrada, Hradčany, Praha 1)
- Losenovský palác (Hradčanské náměstí 11, Hradčany, Praha 1)
- Martinický palác (Hradčanské náměstí 8, Hradčany, Praha 1)
- Palác Hložků ze Žampachu (Kanovnická 4, Hradčany, Praha 1)
- Salmovský palác (Hradčanské náměstí 1, Hradčany, Praha 1)
- Sasko-lauenburský palác (Hradčanské náměstí 9 a 10, Hradčany, Praha 1)
- Schwarzenberský palác (Národní galerie) (Hradčanské náměstí 2, Hradčany, Praha 1)
- Šlikův palác (Pohořelec 25, Hradčany, Praha 1)
- Šternberský palác (Národní galerie) (Hradčanské náměstí 15, Hradčany, Praha 1)
- Toskánský palác (Hradčanské náměstí 5, Hradčany, Praha 1)
- Trauttmannsdorfský palác (Loretánská 6, Hradčany, Praha 1)
- Vrbnovský palác (Loretánská 19, Hradčany, Praha 1)

## Malá Strana

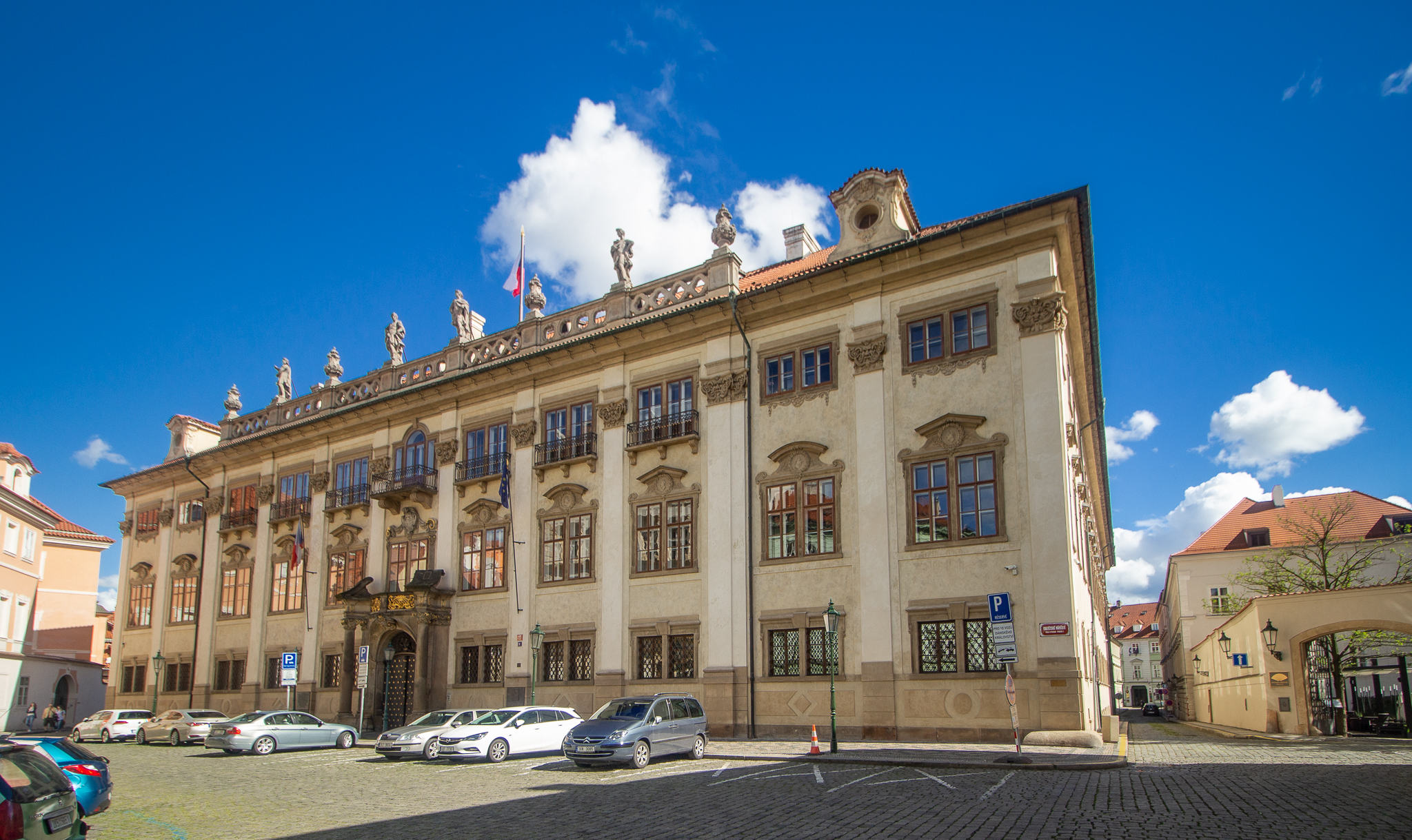
Nostický palác

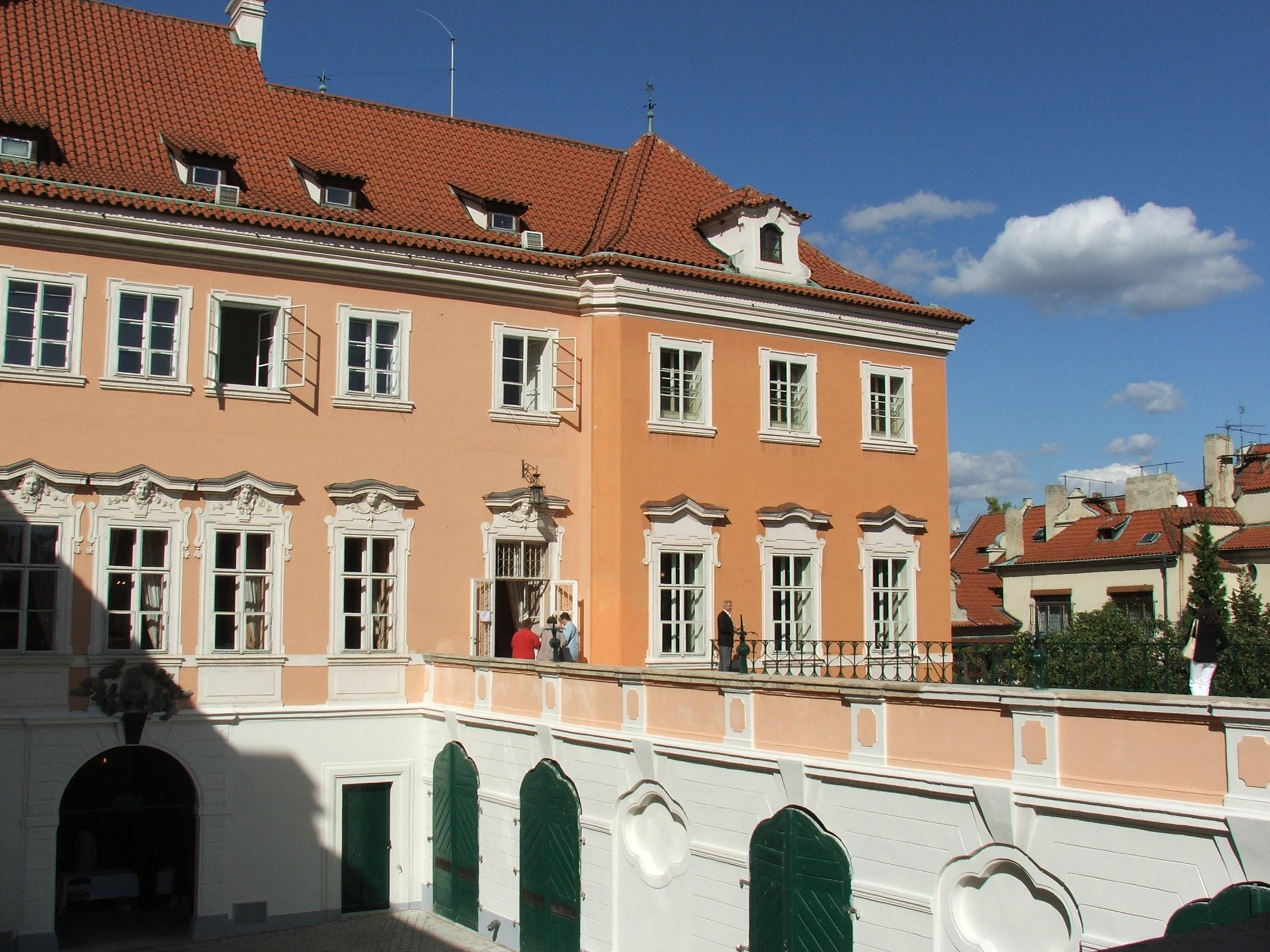
Buquoyský palác

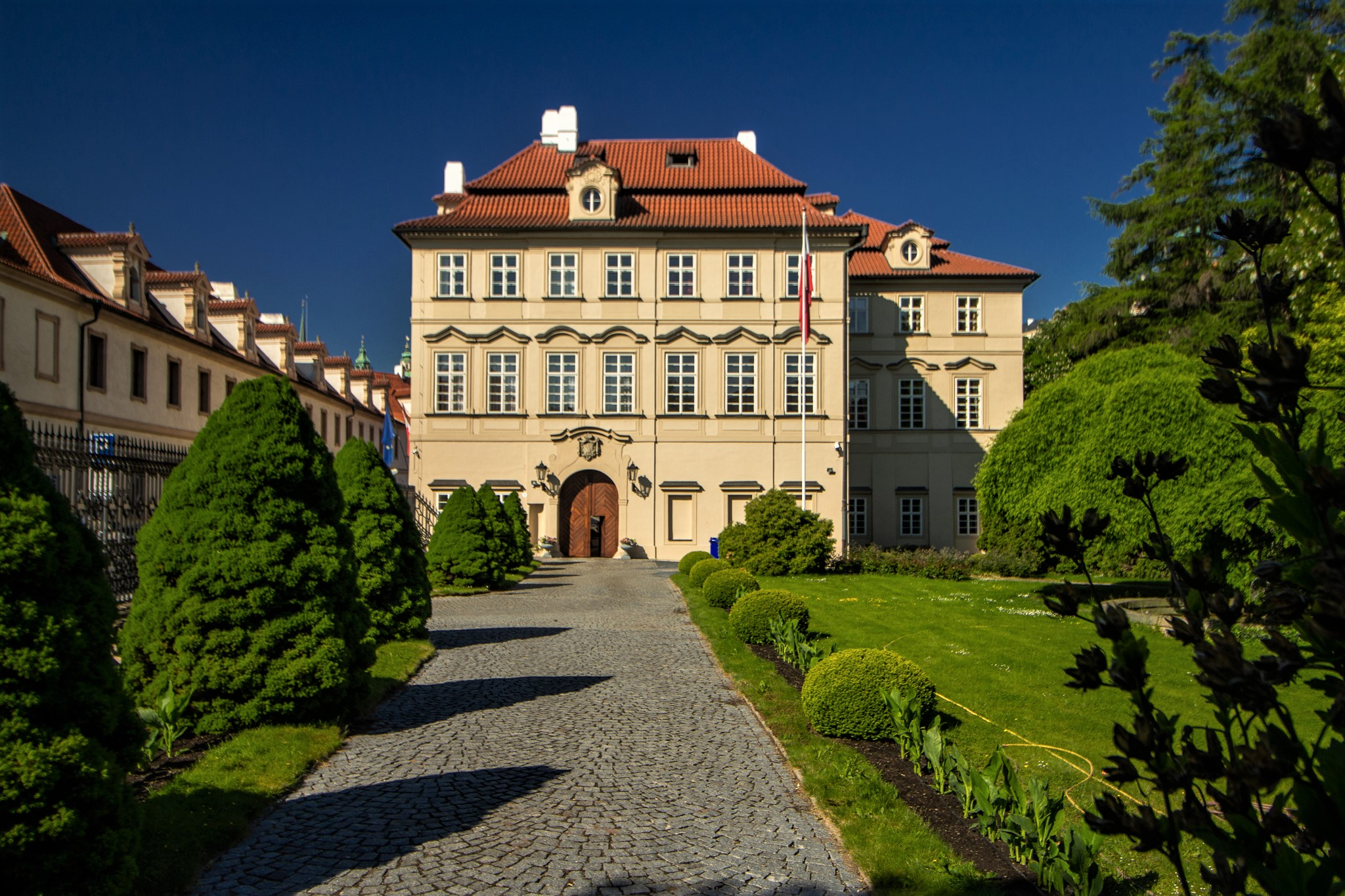
Fürstenberský palác

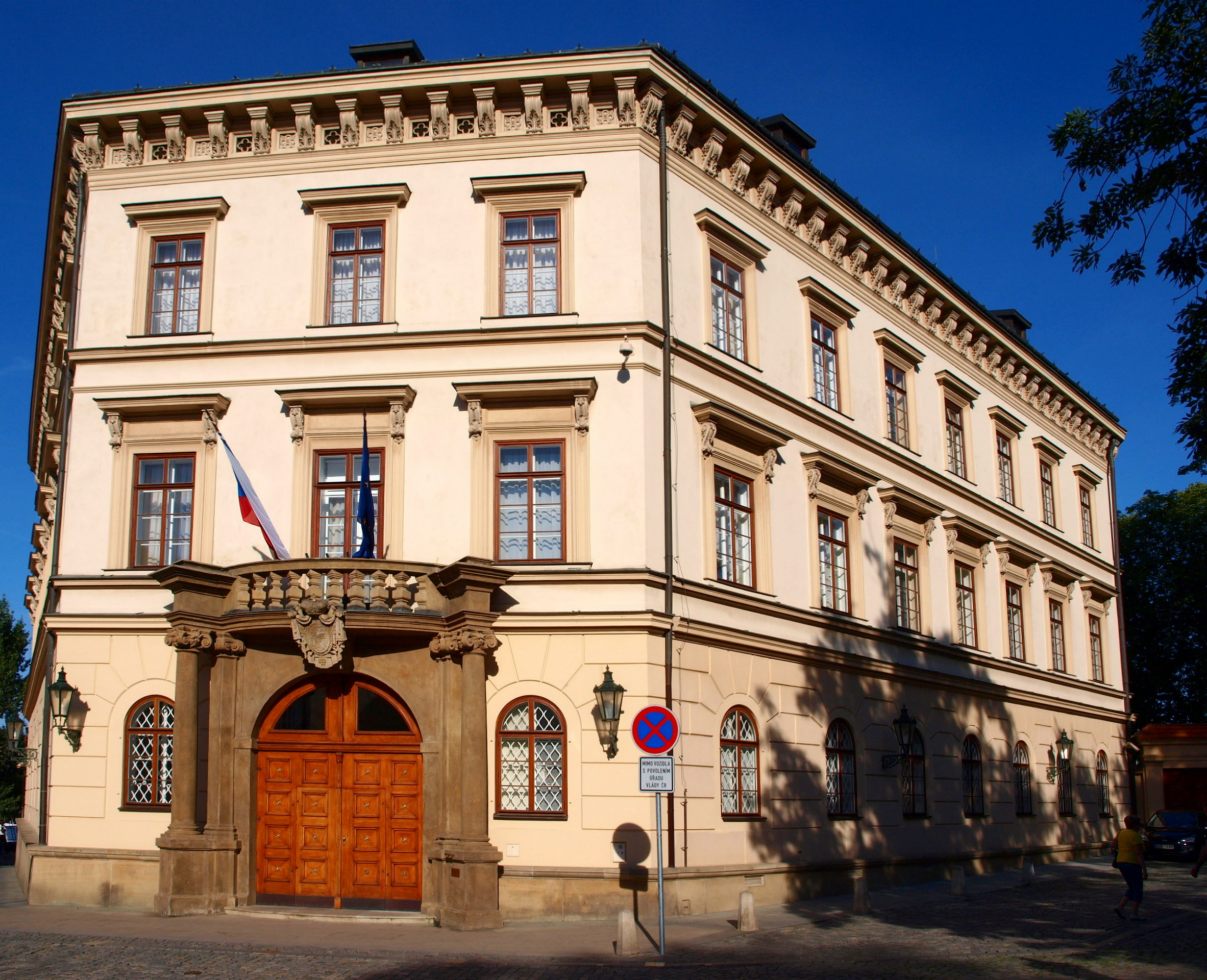
Lichtenštejnský palác na Kampě, Malá Strana

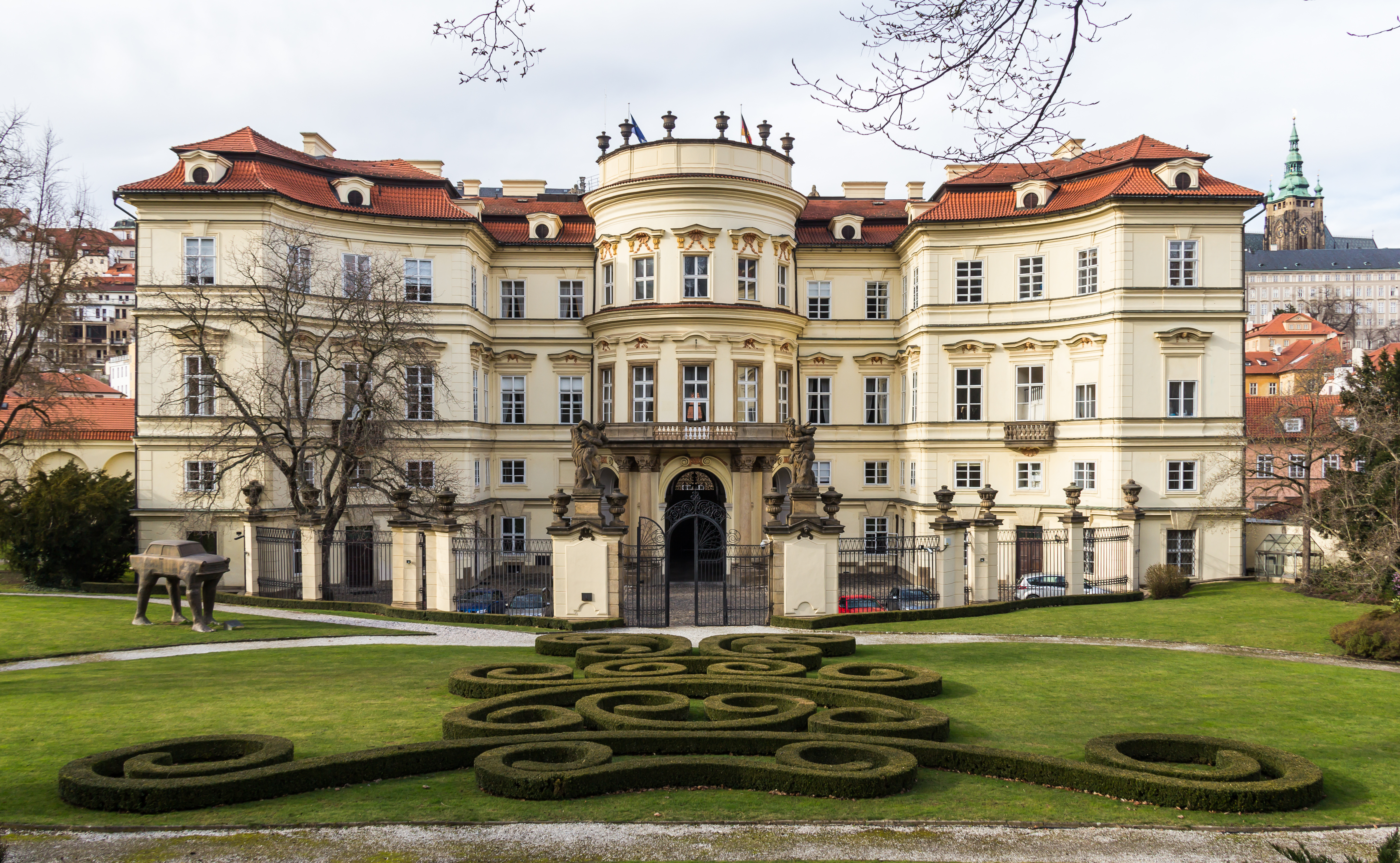
Lobkovický palác na Malé Straně

- Aueršperský palác (Valdštejnské náměstí 1, Malá Strana, Praha 1)
- Bretfeldovský palác (Nerudova 33, Malá Strana, Praha 1)
- Buquoyský palác (Velkopřevorské náměstí 2, Malá Strana, Praha 1)
- Fürstenberský palác (Valdštejnská 8, Malá Strana, Praha 1)
- Grömlingovský palác (Malostranské náměstí 28, Malá Strana, Praha 1)
- Hartigovský palác (Malostranské náměstí 12, Malá Strana, Praha 1)
- Chotkův palác (Hellichova 1, Malá Strana, Praha 1)
- Kaiserštejnský palác (Malostranské náměstí 23, Malá Strana, Praha 1)
- Kolovratský palác (Nerudova 193, Malá Strana, Praha 1)
- Kolovratský palác (Valdštejnská 10, Malá Strana, Praha 1)
- Kounický palác (Mostecká 15, Malá Strana, Praha 1)
- Ledebourský palác (Valdštejnské náměstí 3, Malá Strana, Praha 1)
- Lichtenštejnský palác (Kampa) (U Sovových mlýnů 4, Malá Strana, Praha 1)
- Lichtenštejnský palác (Malostranské náměstí) (Malostranské náměstí 13, Malá Strana, Praha 1)
- Lobkovický palác (Vlašská 19, Malá Strana, Praha 1)
- Malý Buquoyský palác (Velkopřevorské náměstí 3, Malá Strana, Praha 1)
- Malý Fürstenberský palác (Valdštejnská 12, Malá Strana, Praha 1)
- Morzinský palác (Nerudova 5, Malá Strana, Praha 1)
- Nostický palác (Maltézské náměstí 1, Malá Strana, Praha 1)
- Oettingenský palác (Josefská 6, Malá Strana, Praha 1)
- Palác Kinských (Nerudova 15, Malá Strana, Praha 1)
- Palác Lažanských (Sněmovní 5, Malá Strana, Praha 1)
- Palác Metychů z Čečova (Velkopřevorské náměstí 1, Malá Strana, Praha 1)
- Palác Michny z Vacínova (Újezd 40, Malá Strana, Praha 1)
- Palác pánů z Hradce (Zámecké schody 1, Malá Strana, Praha 1)
- Palác Schützenů (Sněmovní 13, Malá Strana, Praha 1)
- Palác Smiřických (Malostranské náměstí 18, Malá Strana, Praha 1)
- Palác Straků z Nedabylic (Maltézské náměstí 14, Malá Strana, Praha 1)
- Palác Thurn-Taxisů (Letenská 5 a 7, Malá Strana, Praha 1)
- Palác Turbů (Maltézské náměstí 6, Malá Strana, Praha 1)
- Palác Věžníků (Thunovská 20, Malá Strana, Praha 1)
- Pálffyho palác (Valdštejnská 14, Malá Strana, Praha 1)
- Rohanský palác (Karmelitská 8, Malá Strana, Praha 1)
- Schönbornský palác (Tržiště 15, Malá Strana, Praha 1)
- Sterneggovský palác (Lázeňská 9, Malá Strana, Praha 1)
- Šporkův palác (Šporkova 12, Malá Strana, Praha 1)
- Šternberský palác (Malostranské náměstí 19, Malá Strana, Praha 1)
- Thunovský palác (Thunovská 14, Malá Strana, Praha 1)
- Thunovský palác (Sněmovní 4 a 6, Malá Strana, Praha 1)
- Valdštejnský palác (Valdštejnské náměstí 4, Malá Strana, Praha 1)
- Velkopřevorský palác (Velkopřevorské náměstí 4, Malá Strana, Praha 1)
- Vratislavský palác (Tržiště 13, Malá Strana, Praha 1)
- Vrtbovský palác (Karmelitská 25, Malá Strana, Praha 1)
- Windischgrätzovský palác (Letenská 3, Malá Strana, Praha 1)

## Staré Město

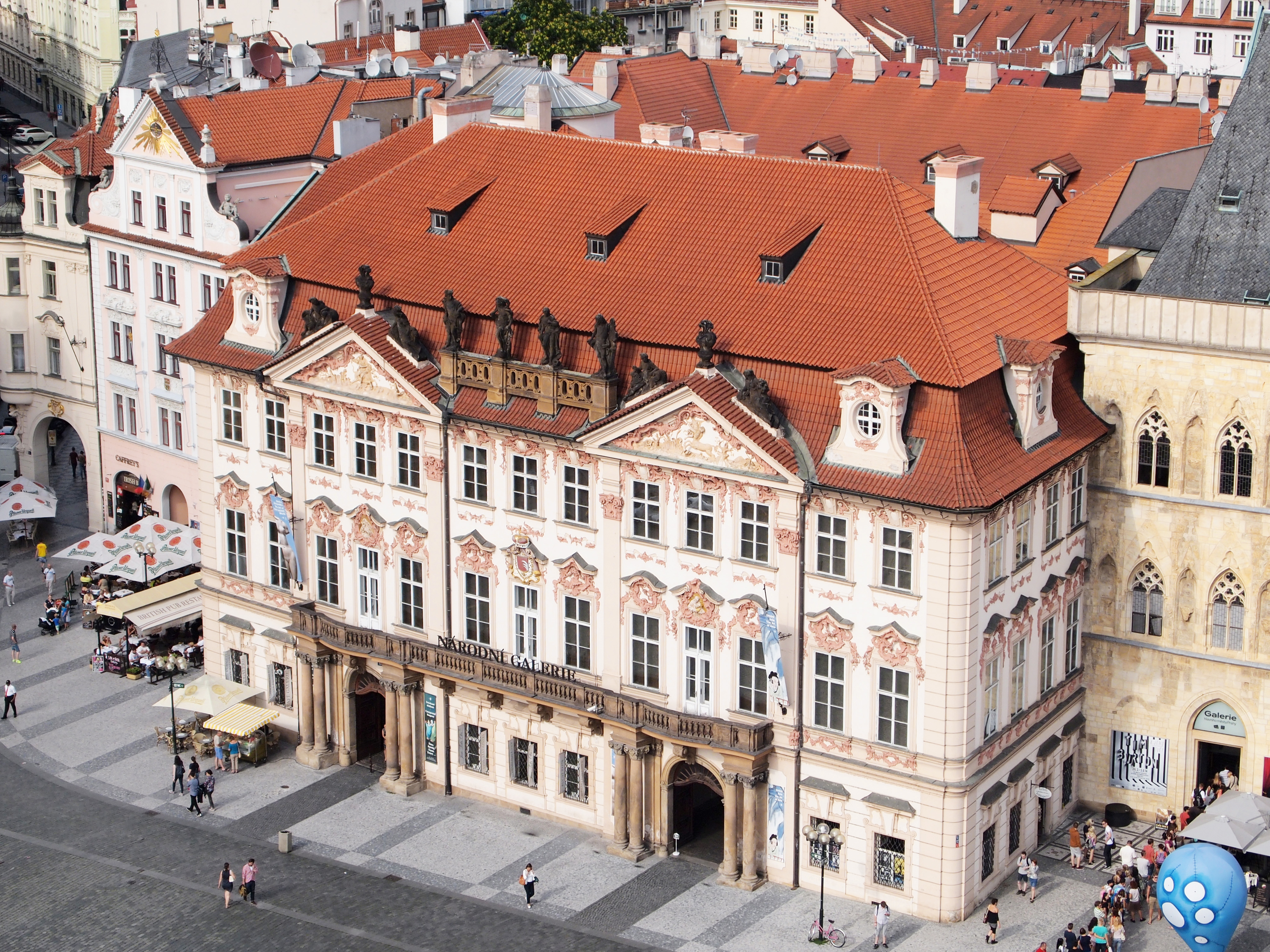
Palác Kinských na Staroměstském náměstí

- Buquoyský palác (Celetná 20, Staré Město, Praha 1)
- Clam-Gallasův palác (Husova 20, Staré Město, Praha 1)
- Colloredo-Mansfeldský palác (Karlova 2, Staré Město, Praha 1)
- Čejkovský palác (Liliová 13, Anenská 11, Staré Město, Praha 1)
- Kolowratský palác (Ovocný trh 4 a 6, Staré Město, Praha 1)
- Menhartovský palác (Celetná 17, Staré Město, Praha 1)
- Millesimovský palác (Celetná 13, Staré Město, Praha 1)
- Palác Granovských z Granova (Týn 1, Staré Město, Praha 1)
- Palác Hochbergů z Hennersdorfu (Husova 7, Staré Město, Praha 1)
- Palác Hrzánů z Harasova (Celetná 12, Staré Město, Praha 1)
- Palác Kinských (Staroměstské náměstí 11 a 12, Staré Město, Praha 1)
- Palác Kokořovských (Řetězová 5, Karlova 26, Staré Město, Praha 1)
- Palác Pachtů z Rájova (Celetná 31, Staré Město, Praha 1)
- Palác Pachtů z Rájova (Celetná 36, Staré Město, Praha 1)
- Palác Pachtů z Rájova (Anenské náměstí 4, Staré Město, Praha 1)
- Palác pánů z Kunštátu a Poděbrad (Řetězová 222/3, Staré Město, Praha 1)
- Pöttingovský palác (Karlova 8, Staré Město, Praha 1)
- Trauttmannsdorfský palác (Mariánské náměstí 4, Staré Město, Praha 1)
- Wimmerův palác (čp. 402/I., Rytířská 18, Provaznická 5, Staré Město, Praha 1)

## Nové Město

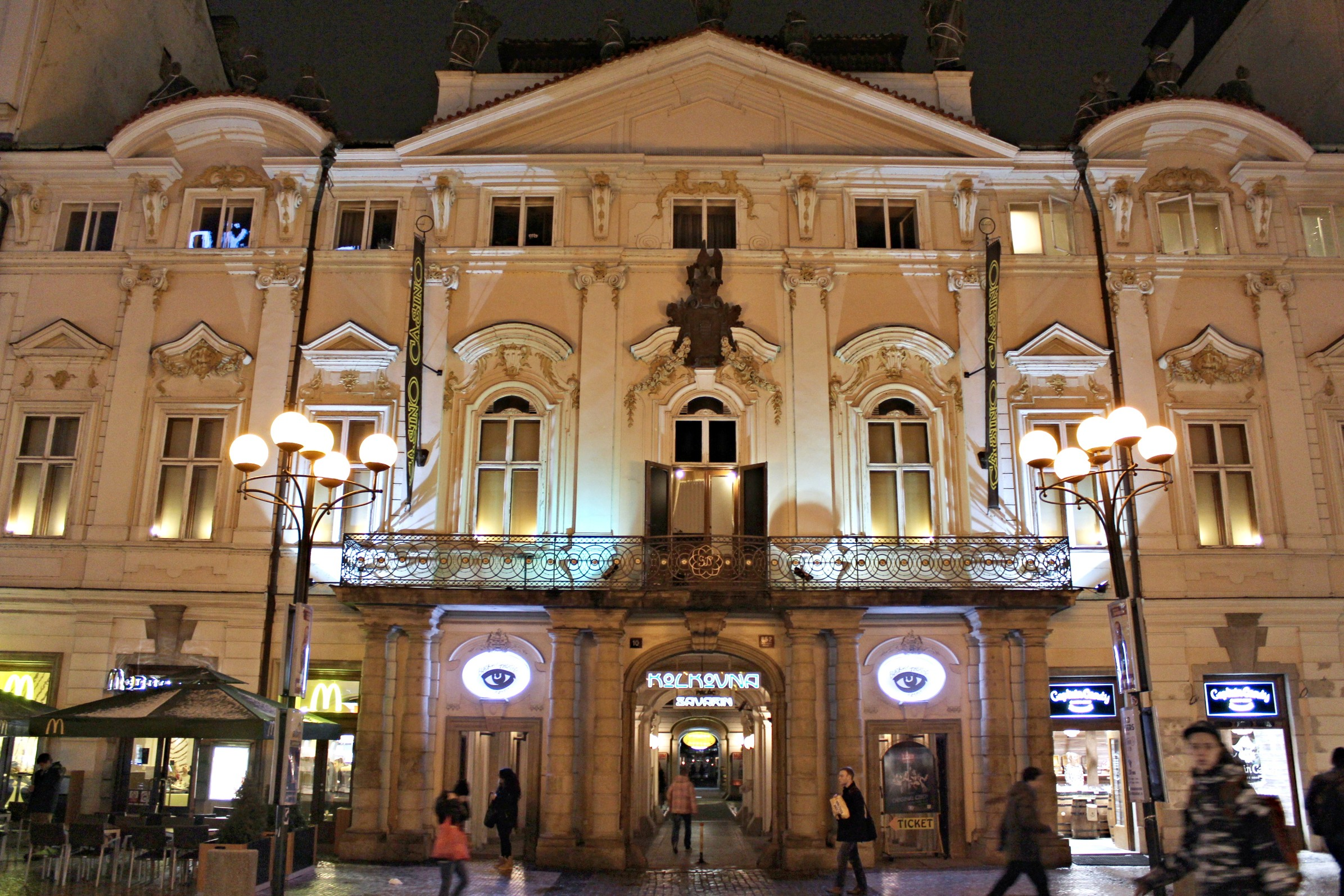
Palác Sylva-Taroucca

- Dietrichsteinský palác (Voršilská 12, Nové Město, Praha 1)
- Lidový dům, původně Losyovský palác, později palác Kinských (Hybernská 7, Nové Město, Praha 1)
- MacNevenův palác, (Palackého 7, Nové Město, Praha 2)
- Michnův letohrádek (Vila Amerika), (Ke Karlovu 20, Nové Město, Praha 2)

- Palác Mladotovský (Faustův dům) (Karlovo náměstí 502/40, Nové Město, Praha 2)
- Palác Sylva-Taroucca (Na příkopě 10, Nové Město, Praha 1)

- Schirdingovský palác (Národní 6, Nové Město, Praha 2)
- Swéerts-Sporckův palác (dvě části, Hybernská 3 a 5, Nové Město, Praha 1)
- Zedwitzovský palác/Aventin (Purkyňova 4, Nové Město, Praha 1)